# 瀧悠輔
瀧 悠輔（たき ゆうすけ、1977年 - ）は、日本の映画監督。静岡県静岡市出身。

## 経歴
立命館大学政策科学部卒業。
オフィスクレッシェンドに所属し、堤幸彦に師事。ドラマ、MV、CM等の演出を経たのち、株式会社クレデウス所属。

## 受賞
- 第108回ザテレビジョンドラマアカデミー賞 監督賞（『大豆田とわ子と三人の元夫』中江和仁、池田千尋と共同）[1]

## 映画
- クレイジークルーズ（2023年、Netflix）[2]

## 配信ドラマ
- 七夕の国（2024年、ディズニープラス）[3]

## テレビドラマ
- ATARUスペシャル〜ニューヨークからの挑戦状〜（2013年、TBS）
- 永沢君（2013年、TBS）
- アラサーちゃん 無修正（2014年、テレビ東京）
- AKBホラーナイト アドレナリンの夜（2015年、テレビ朝日）
- AKBラブナイト 恋工場（2016年、テレビ朝日）
- マッサージ探偵ジョー(2017年、テレビ東京)
- 名刺ゲーム（2017年、WOWOW）
- ミス・シャーロック（2018年、Hulu×HBO）
- インベスターZ（2018年、テレビ東京）
- パーフェクトクライム(2019年、ABCテレビ/テレビ朝日)
- わたし旦那をシェアしてた（2019年、YTV/日本テレビ）
- アカリとクズ（2019年、ABCテレビ/テレビ朝日）
- 僕はどこから（2020年、テレビ東京）
- ぴぷる〜AIと結婚生活はじめました〜（2020年、WOWOW）
- 3Bの恋人（2021年、ABC/テレビ朝日）
- ナイルパーチの女子会（2021年、BSテレ東）
- ガールガンレディ（2021年、TBS/MBS）
- 大豆田とわ子と三人の元夫（2021年、関西テレビ）
- シェフは名探偵（2021年、テレビ東京）
- 早朝始発の殺風景（2022年、WOWOW）[4]
- 魔物（2025年、テレビ朝日）

## CM
- JT/セブンスターブランドムービー(2017年)

## MV
- 緑黄色社会「リトルシンガー」（2018年）
- 嵐「青空の下、キミのとなり」 特典DVD映像（2015年）
- 嵐『Japonism』 特典DVD映像(2015年)